# Like Home
«Like Home»  es una canción de música electrónica realizado por el productor holandés Nicky Romero. Cuenta con la colaboración del dúo femenino australiano NERVO. Fue lanzado el 12 de noviembre de 2012 por Protocol Recordings. En el Reino Unido fue lanzado el 19 de abril de 2013 donde logró alcanzar la ubicación número 33. Fue incluido en el álbum recopilatorio de Nervo, Inspired editado en mayo de 2014.

## Video musical
El video fue estrenado el 21 de febrero de 2013 y está dirigido por Kyle Padilla. Cuenta la historia de dos parejas que viven lejos de los centros urbanos. En una escena muestra una suerte de exhibición de combate de Nicky contra un villano aunque resulta ser una actuación realizado en un set de cine, en donde se encuentran en ese lugar con las NERVO antes de una presentación en vivo. El director del video manifestó "Desde el principio, les encantó la idea, pero estaban muy nerviosos con algunas escenas del vídeo que les obligan a hacer cosas que nunca había hecho antes, pero por suerte quedaron encantados con el resultado final."

## Lista de canciones
| Países Bajos — Descarga digital |                            |          |  |
| N.º                             | Título                     | Duración |  |
| 1.                              | «Like Home» (Original Mix) | 5:31     |  |

| Descarga digital (Remixes) |                                    |          |  |
| N.º                        | Título                             | Duración |  |
| 1.                         | «Like Home» (Radio Edit)           | 3:21     |  |
| 2.                         | «Like Home»                        | 5:30     |  |
| 3.                         | «Like Home» (Dannic Remix)         | 6:11     |  |
| 4.                         | «Like Home» (Dillon Francis Remix) | 3:46     |  |
| 5.                         | «Like Home» (Gregor Salto Remix)   | 5:33     |  |
| 6.                         | «Like Home» (Karetus Remix)        | 4:39     |  |

## Posicionamiento en listas
| Lista (2013)                            | Mejor posición |
| --------------------------------------- | -------------- |
| Australia (ARIA Singles Chart)          | 85             |
| Australia (ARIA Club Chart)             | 32             |
| Bélgica (Ultratip flamenca)             | 76             |
| Bélgica (Ultratip valona)               | 23             |
| Escocia (Scottish Singles Chart)        | 16             |
| Estados Unidos (Dance/Mix Show Airplay) | 19             |
| Irlanda (IRMA)                          | 53             |
| Países Bajos (Mega Single Top 100)      | 81             |
| Reino Unido (UK Dance Chart)            | 9              |
| Reino Unido (UK Singles Chart)          | 33             |
| Suecia (Sverigetopplistan)              | 37             |